# Snowy White

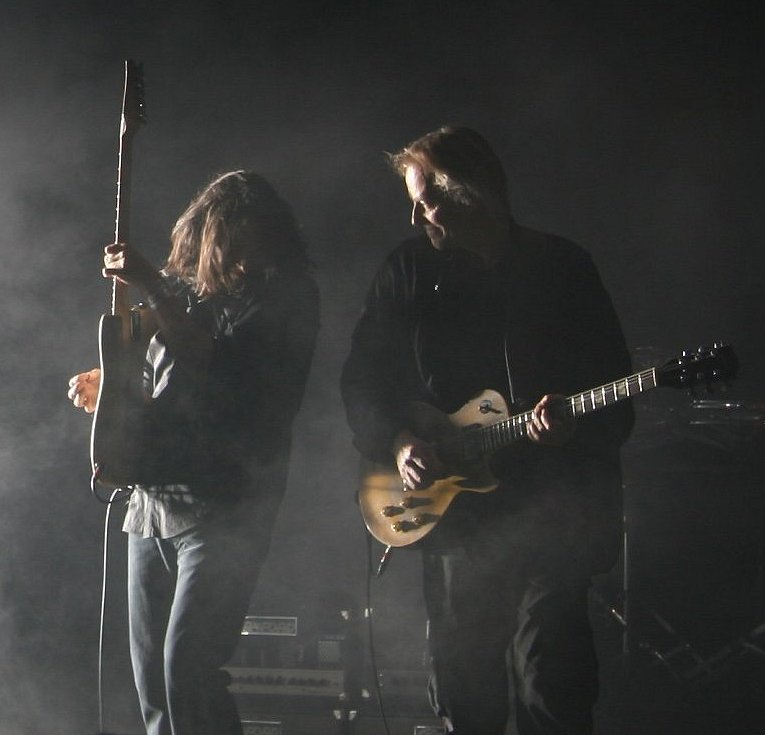
Snowy White live med Dave Kilminster.

Snowy White, född 3 mars 1948, är en brittisk gitarrist som bland annat har spelat tillsammans med Pink Floyd, Peter Green och Thin Lizzy under 1970-talet innan han blev fast medlem i Thin Lizzy 1979-1981. Tiden i Thin Lizzy blev dock inte som han tänkt sig. Phil Lynott hade lovat honom att de skulle gå en mer bluesinfluerad väg än vad de gjorde och han trivdes inte i bandet.
Efter tiden med Thin Lizzy började han en solokarriär och släppte albumet White Flames 1983. 1994 kom Highway to the Sun där artister som David Gilmour, Gary Moore och Chris Rea medverkade.
Förutom egna soloprojekt spelar White även reguljärt med Roger Waters. 
1968-1969 spelade han i det svenska bandet The Train vars kvarblivande medlemmar skulle komma att bilda November.